# Halabja
Halabja (kurdisk: هه‌ڵه‌بجه, Helebce; arabisk: حلبجة) er en kurdisk by i Irak, der ligger ca. 93 kilometer nordøst for Bagdad og 5 kilometer fra den iranske grænse. Byens 65.200(2015) indbyggere er hovedsageligt kurdere. 
I slutningen af Iran-Irak-krigen i 1988 blev et stort antal kurdiske byer og landsbyer helt eller delvist udryddet af det irakiske styre. Den 16. – 17. marts 1988 blev Halabja angrebet med flere typer giftgas. Angrebet var det største gasangreb mod en civilbefolkning på den tid.